# 105music
105music ist ein 2003 als Joint Venture zwischen Sony Music Entertainment und N. N. gegründetes Musiklabel mit Sitz in Hamburg.
Gründer und Geschäftsführende Teilhaber sind Heinz Canibol und Roman Rybnikar.
Im Februar 2014 hat Sony Music Entertainment erklärt, dass die bisherigen Geschäftsführer sich aus dem Tagesgeschäft zurückgezogen hätten.

## Musikalische Ausrichtung
Nach ihrer Arbeit in Spitzenpositionen verschiedener Major-Labels entschieden sich Canibol und Rybnikar, mit 105music ein Musiklabel für erwachsene Hörer aufzubauen. Vorwiegend mit deutschsprachiger Musik sollen Hörer ab 25 Jahren bedient werden.

## Künstler
2015 standen bei 105music Annett Louisan, Ina Müller, Stefan Gwildis, Frank Ramond, Anna Depenbusch, Jördis Tielsch und Mirja Boes unter Vertrag.
Ehemalige Künstler von 105music sind Henni Nachtsheim, Cosmo Klein, Silvio D’Anza, Frans Bauer, Hubertus von Garnier, Felix Meyer, Konrad Wissmann, Jon Flemming Olsen, Die Jungen Tenöre und Ruben Cossani.

## Erfolge
Seit der Gründung dieses Musiklabels wurden Künstler von 105music von der IFPI mit diversen goldenen Schallplatten, sechs Platin-Schallplatten, einer Doppel-Platin- und einer Fünffach-Gold-Schallplatte ausgezeichnet.

## Trivia
Laut Heinz Canibol entstand der Name 105music aus dem addierten Alter der beiden Geschäftsführer bei der Gründung dieses Musiklabels.